# Elecussa displosa
Elecussa displosa là một loài bướm đêm trong họ Noctuidae.